# Hrabstwo Garrard

Piramida wieku hrabstwa

Hrabstwo Garrard – hrabstwo w USA, w stanie Kentucky. Według danych z 2010 roku, hrabstwo zamieszkiwało 16912 osób. Siedzibą hrabstwa jest Lancaster.